# جيمس بيرنس
جيمس بيرنس (بالإنجليزية: James Behrens)‏ (و. 1824 – 1898 م) هو عالم حشرات، وعالم حيواني، من الولايات المتحدة الأمريكية، ولد في لوبيك، توفي في سان هوزيه، كاليفورنيا، عن عمر يناهز 74 عاماً.